# 東英金融投資
東英金融有限公司，簡稱東英金融（英語：OP Financial Limited，港交所：1140），於2002年由東英金融集團設立，主要業務為投資上市和非上市企業股份，前身為「正奇投資有限公司」。
荣誉主席為張志平，主席兼CEO為張高波。股份則在2003年3月20日於香港交易所主板上市。而總部位於香港中環交易廣場2期27樓。

## 連結
- OPFin.com.hk （页面存档备份，存于）